# Sergio Fascetti
Sergio Fascetti (Italia, 4 de julio de 1958 - Roma, 24 de marzo de 1992) fue un actor italiano. Es conocido por su papel de Sergio, una de las víctimas en la película de Saló o los 120 días de Sodoma, dirigida por Pier Paolo Pasolini.

## Biografía
Nació en la provincia de Abruzos, L'Aquila, en Italia el 4 de julio de 1958. Hijo de un carabinero, dejó su pueblo natal para ir a Roma a los 10 años. Sergio tenía tan solo 17 años cuando fue descubierto por Pasolini. Su cabello rubio, y su cara angelical, sedujeron al director, quien lo eligió sin dudarlo para interpretar a Sergio en Saló, siendo este su primer y único papel en el cine. 
Se sabe, gracias a archivos encontrados, que Fascetti sufrió un accidente en el rodaje de la película. Pasolini confiesa, con vergüenza, que fue quemado por accidente en el pecho por un hierro candente. Su prótesis fue mal aplicada y el hierro llegó a la piel, requiriendo tratamiento hospitalario. 
Durante el rodaje mantuvo una relación con su compañera Renata Moar, pues las escenas que tenían en común los acercaron naturalmente. Cortejada, Renata fue abordada por otros chicos durante la película, para enfado de Sergio, quien puso fin a su relación. 
Al terminar el rodaje de Saló, Sergio volvió a caer en el anonimato y a su vida anterior, una vida marcada por los problemas y sobre todo la drogodependencia. A lo largo de los años Sergio mantuvo una fuerte amistad con Umberto Chessari y Fabrizio Menichini, sus compañeros de rodaje, unidos por su amor al futbol.

## Muerte
Sergio falleció el 22 de marzo de 1992 con tan solo 34 años en Roma, de una sobredosis de heroína. Fue encontrado muerto por su familia en su bañera, con una jeringa y un cordón hemostático usados en el suelo del baño. 